# Буковий горішок

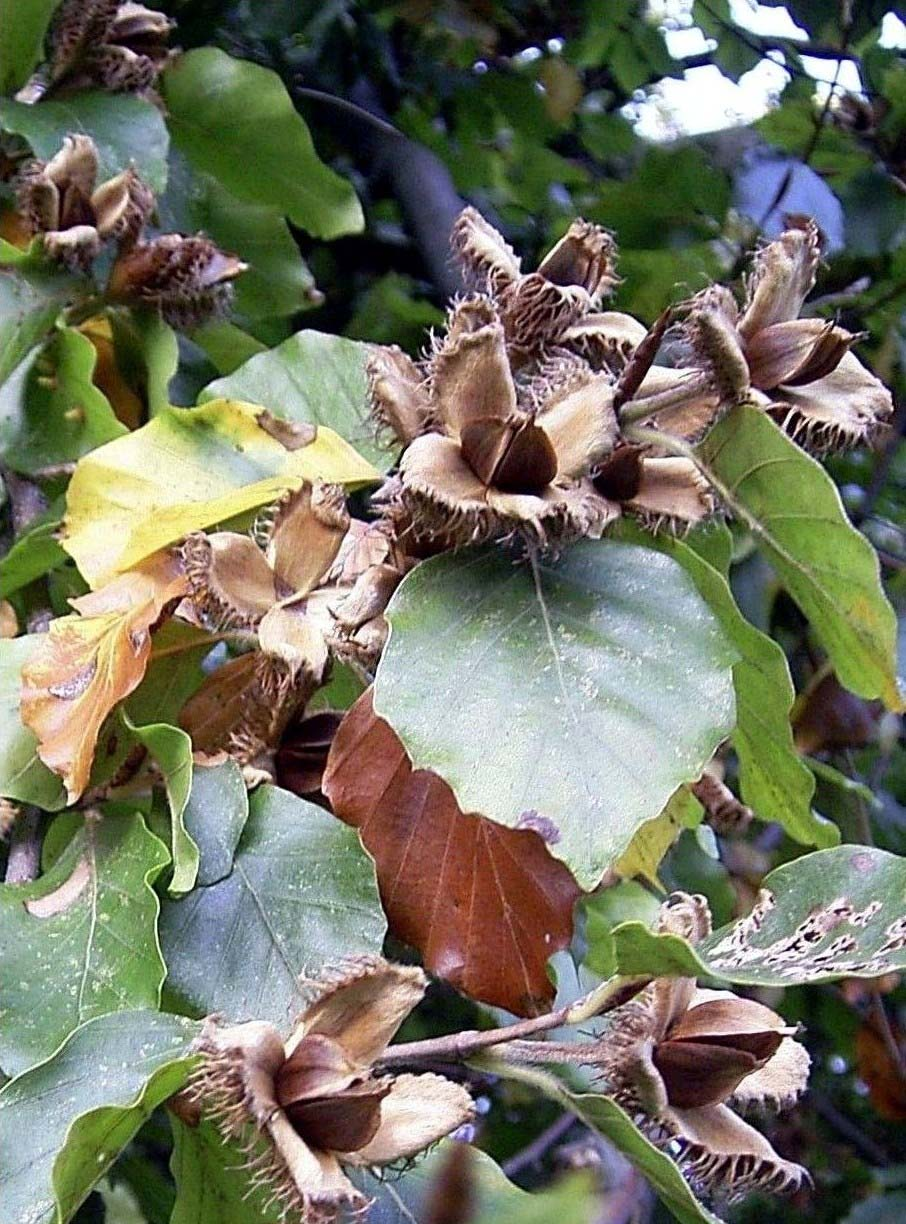
Букові горішки на дереві

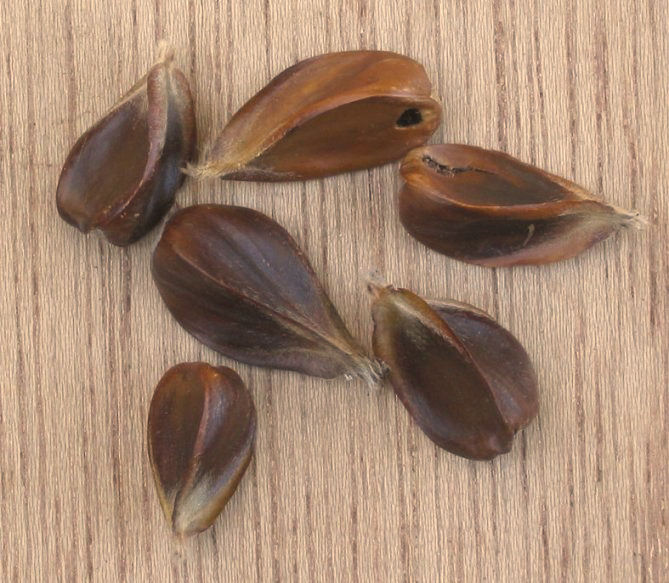
Букові горішки

Бу́кові горі́шки (заст. укр. жир) — плоди (сім'янки) бука лісового. Кожен буковий горішок зазвичай містить одну насінину без ендосперму. Горішки мають форму тетраедрів.

## Споживання
Горішки багаті жиром — у них міститься 40 % жиру, який складається з 75 % ненасичених кислот і вуглеводів. Вони їстівні, але дубильні речовини надають їм дещо терпкого смаку. Горішки є злегка токсичними для людей, якщо їх споживати у великій кількості. Це пов'язано з речовиною під назвою «фагін». Надмірне споживання може викликати кишкові розлади, судоми або пронос чи нудоту. У харчуванні з метою збереження горішків — їх сушать.